# Louis Hémon
Louis Hémon (Brest (Frankrijk), 12 oktober 1880 - Chapleau (Ontario), 8 juli 1913) was een Franse schrijver. Hij dankt zijn faam aan de roman Maria Chapdelaine, geschreven gedurende zijn verblijf in Quebec van oktober 1911 tot juli 1913. De roman werd een groot internationaal succes en Louis Hémon groeide hierdoor uit tot een icoon van de Franstalige Canadese literatuur.

## Biografie

### Jeugd en opleiding
Louis Hémon werd in 1880 geboren in Brest, Frankrijk. Hij was het derde kind van Louise-Mélanie Le Breton (1851-1945) en Félix Hémon (1848-1916). Félix Hémon was leraar en maakte carrière als onderwijsinspecteur. In 1882 verhuisde het gezin naar Parijs waar Félix benoemd werd tot inspecteur-generaal van het openbaar onderwijs. Louis bracht zijn jeugd door in Parijs, samen met zijn oudere broer en zus. Van 1893 tot 1897 volgde hij middelbaar onderwijs aan het Lycée Louis-le-Grand. Daarna studeerde hij rechten aan de Sorbonne waar hij in 1901 afstudeerde. Tegelijkertijd studeerde hij Vietnamees en het diploma van de École spéciale des Langues orientales ontving hij eveneens in 1901.

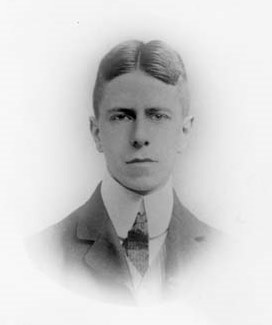
Louis Hemon (ca.1905)

### 1903-1911 Londen
In 1903 vestigde hij zich in Londen. Daar werkte hij als tweetalige secretaris bij verschillende scheepsbevrachters en als commercieel medewerker bij de verffabrikant Ripolin. In zijn vrije tijd leverde hij bijdragen aan de Parijse sportkranten Le Vélo en L'Auto. 
Tijdens zijn verblijf in Londen ging hij zich meer en meer toeleggen op het schrijven van fictie. Hij schreef in 1907 het korte verhaal Lizzy Blakeston dat in 1923 gepubliceerd werd in de bundel La Belle que voilà. Zijn eerste roman Colin-Maillard, gepubliceerd in 1924 schreef hij in 1908, gevolgd door zijn tweede roman Battling Malone, geschreven in 1909 en uitgegeven in 1925. Zijn derde roman Monsieur Ripos en la Némésis, eveneens in Londen geschreven, is pas in 1950 in druk verschenen.
Op 12 april 1909 werd Hémon vader. Zijn dochtertje Lydia-Kathleen werd geboren uit een affaire met de actrice Lydia O’Kelley. Hémon erkende het vaderschap maar liet het kind bij zijn vertrek naar Canada in 1911 in Londen achter.

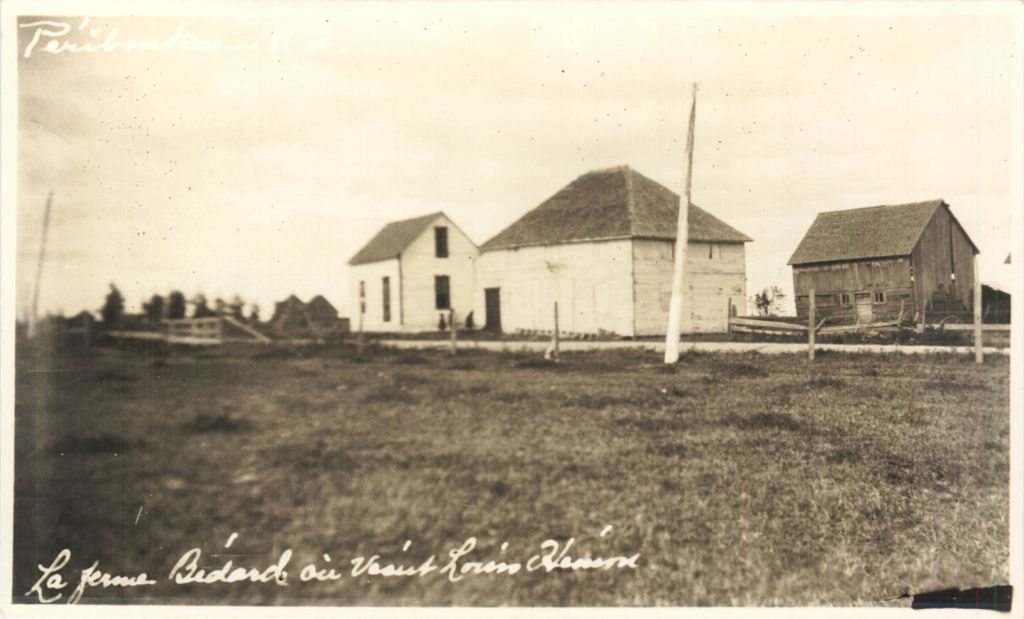
De boerderij van Samuel Bédard (1920)

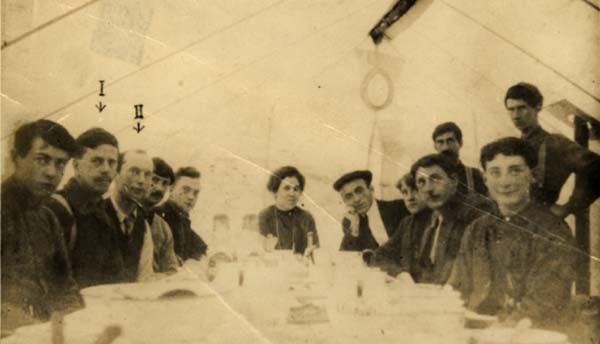
Louis Hémon (I) en Samuel Bédard (II) rondom de tafel in Péribonka (1912)

### 1911-1913 Quebec
Hémon vertrok in oktober 1911 naar Canada. Een week na zijn aankomt in Quebec trad hij in dienst van de verzekeringsmaatschappij Sécurité du Canada in Montreal. In zijn vrije tijd schreef hij enkele artikelen over Canada gericht op het Franse publiek.
Op 15 juni 1912 verliet hij Montréal en vertrok naar Saguenay-Lac-Saint-Jean, een nauwelijks bevolkte pioniersstreek waarover een priester hem tijdens de overtocht had verteld. Hij reisde via La Tuque naar het stadje Roberval aan het Lac Saint-Jean om een trektocht rondom het meer  te maken. Bij het dorpje Péribonka ontmoette hij Samuel Bédard, een Franse kolonist die hem inhuurde als landarbeider. Hij werkte tot augustus op de boerderij van Bédard. Daarna sloot hij zich aan bij een groepje landmeters die hij hielp met het dragen van de meetkettingen. Zij werkten aan een traject ter voorbereiding van een spoorlijn in het onontgonnen gebied ten noorden van Lac Saint-Jean. Aan het begin van de winter keerde hij weer terug naar de boerderij.
In de ogen van de plaatselijke bevolking was hij een vreemde figuur die accepteerde om vrijwel voor niets te werken, weinig sprak en altijd in de weer was met een notitieboekje. Zijn aantekeningen over het dagelijks leven in de Frans-Canadese wildernis, ver verwijderd van enige vorm van modernisering en industrialisatie vormden de basis voor zijn bekendste werk: Maria Chapdelaine. Récit du Canada français.

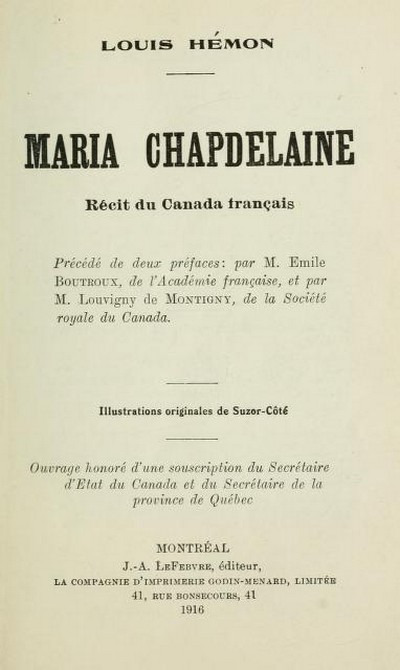
Titelpagina van de eerste druk van Maria Chapdelaine (Montréal, 1916)

Hémon verliet Péribonka en de familie Bédard op 28 december 1912 en vestigde in Saint-Gédéon, aan de oostelijke kant van het Lac Saint-Jean. Daar schreef hij de eerste versie van Maria Chapdelaine.

### Overlijden
Na het voltooien van de roman keerde Hémon terug naar Montreal waar hij als vertaler werkte voor de onderneming Lewis Brothers Limited. Op de schrijfmachine van het bedrijf, die hij buiten kantooruren mocht gebruiken, maakte hij twee getypte versies van zijn manuscript.
Rond 26 juni vertrok hij uit Montreal voor een tocht naar het westen op zoek naar materiaal voor nieuwe verhalen. Hij was van plan om naar Fort William in Ontario te reizen en wilde onderweg bij boerenbedrijven gaan werken tijdens de oogsttijd.
Op 8 juli liep hij langs een spoorlijn bij Chapleau in Ontario toen hij werd gegrepen door een passerende trein van de Canadian Pacific Railway. Hij overleed ter plekke en werd begraven op de lokale begraafplaats. De Société Saint-Jean-Baptiste de Montréal liet in 1920 een gedenksteen op zijn graf plaatsen.

## Publikatie van Maria Chapdelaine
Hémon heeft de wijdverbreide publicatie van zijn boek niet meer meegemaakt. Enkele dagen voor zijn vertrek uit Montreal had Hémon de getypte versies van zijn manuscript opgestuurd; een naar het Parijse dagblad Le Temps en het tweede exemplaar naar zijn familie in Frankrijk.
De roman werd begin 1914 in Le Temps gepubliceerd in de vorm van een feuilleton. In 1916 werd de roman in boekvorm uitgegeven in Montreal bij Joseph-Alphonse LeFebvre, voorzien van illustraties door Marc-Aurèle de Foy Suzor-Coté. De uiteindelijke versie verscheen in de serie Les Cahiers verts bij Éditions Grasset in Parijs in 1921. De uitgeverij zette een uitgebreide publiciteitscampagne op en de roman werd een groot succes in het Franse taalgebied. Daarna verschenen vertalingen in meer dan 20 talen.
De Nederlandse vertaling werd in 1923 gepubliceerd in de serie Kleine boeken van groote schrijvers van Uitgeverij J.M. Meulenhoff. Er zijn geen vertalingen verschenen van zijn andere romans.

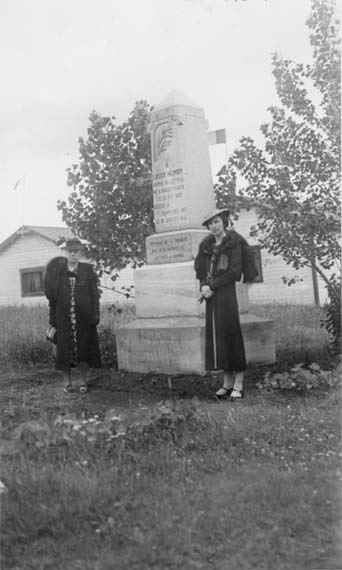
Marie Hémon en Lydia-Kathleen Hémon bij het monument in Péribonka (1938)

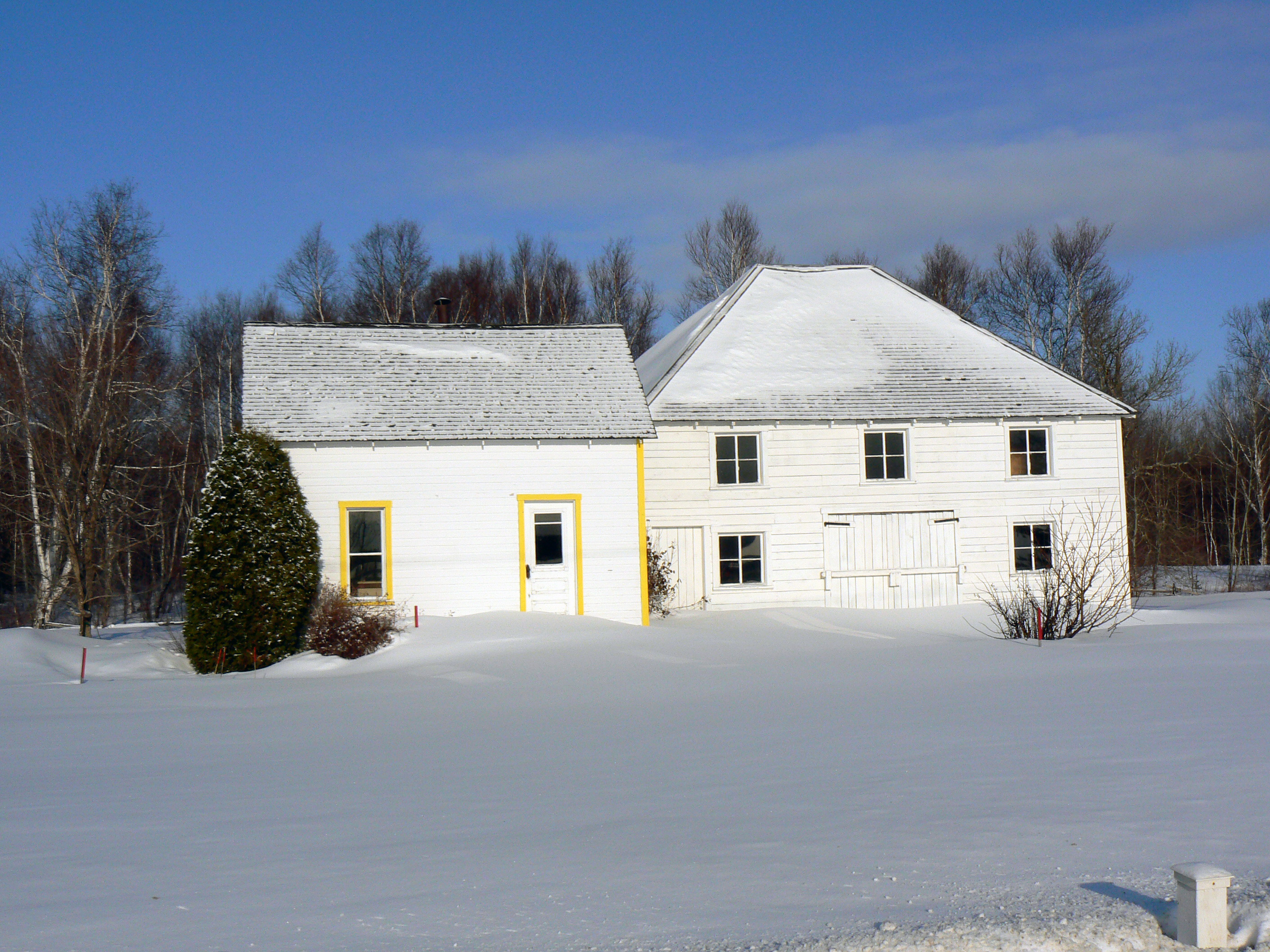
De boerderij van Samuel Bédard na de restauratie in 1986

## Musée Louis Hémon
Op initiatief van de Société des arts, sciences et lettres de Québec werd in 1919 een monument opgericht in Péribonka ter nagedachtenis aan Louis Hémon.
Ter gelegenheid van de 25e sterfdag van Hémon werden er in 1938 in Chapleau en in Péribonka herdenkingsbijeenkomsten georganiseerd. Zijn dochter Lydia-Kathleen  en zijn zuster Marie woonden de bijeenkomsten bij. In Chapleau werd vlak bij het station een monument onthuld. In Péribonka werd het museum Maria Chapdelaine geopend.
In 1986 werd in Péribonka het nieuwe Musée Louis-Hémon geopend. De boerderij van de familie Bédard was voor die gelegenheid gerestaureerd en de nieuwe tentoonstellingsruimte die op het terrein gebouwd was werd in gebruik genomen.

## Werken
- 1913: Maria Chapdelaine. Récit du Canada français. Nederlandse vertaling: Maria Chapdelaine. Vertaald door Marguérite de Rouville. Serie: Kleine boeken van groote schrijvers. J.M. Meulenhoff, Amsterdam, 1923. Digitale versie van een nieuwe vertaling door Ellis Booi (2016)[dode link]
- 1923 La Belle que voilà. Verzamelbundel waarin zijn opgenomen:
  - La Peur (1904)
  - La foire aux vérités (1906)
  - Lizzie Blakeston (1907)
- 1924 Colin-Maillard
- 1926 Battling Malone, pugiliste
- 1950 Monsieur Ripois et la Némésis

### Oeuvres complètes
Tussen 1990 en 1995 verscheen het verzameld werk van Hémon in drie delen bij Éditions Guérin, Montréal. De editie is geannoteerd door Aurélien Boivin en van een uitgebreide inleiding voorzien door Gilbert Lévesque.
- 1990 Tome 1 La belle que voilà, Colin-Maillard, Monsieur Ripois et la Némésis ISBN 978-2760120075
- 1993 Tome 2 Récits sportifs ISBN 978-2760125230
- 1995 Tome 3  Lettres à sa famille; Itinéraire; Maria Chapdelaine; Récit du Canada français; Nouvelles inédites ISBN 978-2760139114

### Verfilmingen
Het werk van Hémon is meerdere malen verfilmd.
- 1934 Maria Chapdelaine. Regie: Julien Duvivier. Madeleine Renaud speelt de rol van Maria Chapdelaine en Jean Gabin de rol van François Paradis.
- 1950 Maria Chapdelaine. Regie: Marc Allégret, met Michèle Morgan in de hoofdrol.
- 1954 Monsieur Ripois. Regie: René Clément. Gérard Philipe speelt de rol van André Ripois, de hoofdpersoon uit het boek.
- 1983 Maria Chapdelaine. Regie: Gilles Carle. Claude Rich in de rol van dorpspastoor.
- 2015 Sur les traces de Maria Chapdelaine. Regie: Jean-Claude Labrecque. Een documentaire geproduceerd door de National Film Board of Canada over de opnames van de film Maria Chapdelaine van Julien Duvivier in 1934 in Péribonka.
- 2021 Maria Chapdelaine. Director: Sébastien Pilote.

- Bibsys: 90131380
- Bibliothèque nationale de France: cb11907211r (data)
- CiNii: DA04158131
- Gemeinsame Normdatei: 118773909
- International Standard Name Identifier: 0000 0001 0887 734X
- Library of Congress Control Number: n83214312
- Nationale Bibliotheek van Letland: 000047859
- Bibliotheek van het Japanse parlement: 00522289
- Nationale Bibliotheek van Tsjechië: jn20031205002
- Nationale bibliotheek van Australië: 35186592
- Nationale Bibliotheek van Israël: 987007276716705171
- Nationale en Universitaire bibliotheek Zagreb: 000298357
- Nederlandse Thesaurus van Auteursnamen: 069362610
- Istituto Centrale per il Catalogo Unico: RMSV105509
- LIBRIS: 329397
- Système universitaire de documentation: 026918501
- Trove: 856723
- Virtual International Authority File: 36919573
- WorldCat: E39PBJh4ry3k9m3fcXVGpCcVmd